# Palau de Llíria
El palau de Llíria és un gran palau urbà espanyol del segle xviii, residència de la Casa d'Alba a Madrid, i principal seu de la seva col·lecció d'art i arxiu històric, tots dos d'incalculable valor.Se situa en els números 20-22 de l'actual carrer de la Princesa, en una zona coneguda antany com a barri dels Afligits. D'ell s'explica que és el domicili particular més gran de Madrid (200 estades en 3.500 m²) i que els seus amplis jardins són els únics de propietat privada que figuren destacats en molts plànols de la ciutat.
Va ser reconegut ja en la seva època com la millor mansió de l'aristocràcia madrilenya, només superat pel Palau Reial.